# Gunung Leuser (berg i Indonesien)
Gunung Leuser är ett berg i Indonesien.   Det ligger i provinsen Aceh, i den västra delen av landet, 1 500 km nordväst om huvudstaden Jakarta. Toppen på Gunung Leuser är 3 380 meter över havet, eller 345 meter över den omgivande terrängen. Bredden vid basen är 0,79 km.
Terrängen runt Gunung Leuser är bergig västerut, men österut är den kuperad. Runt Gunung Leuser är det ganska glesbefolkat, med 34 invånare per kvadratkilometer. Det finns inga samhällen i närheten. I omgivningarna runt Gunung Leuser växer i huvudsak städsegrön lövskog.